# Laevophiloscia brevicorpore
Laevophiloscia brevicorpore är en kräftdjursart som beskrevs av Wahrberg1922. Laevophiloscia brevicorpore ingår i släktet Laevophiloscia och familjen Philosciidae. Inga underarter finns listade i Catalogue of Life.